# Meriszahmet

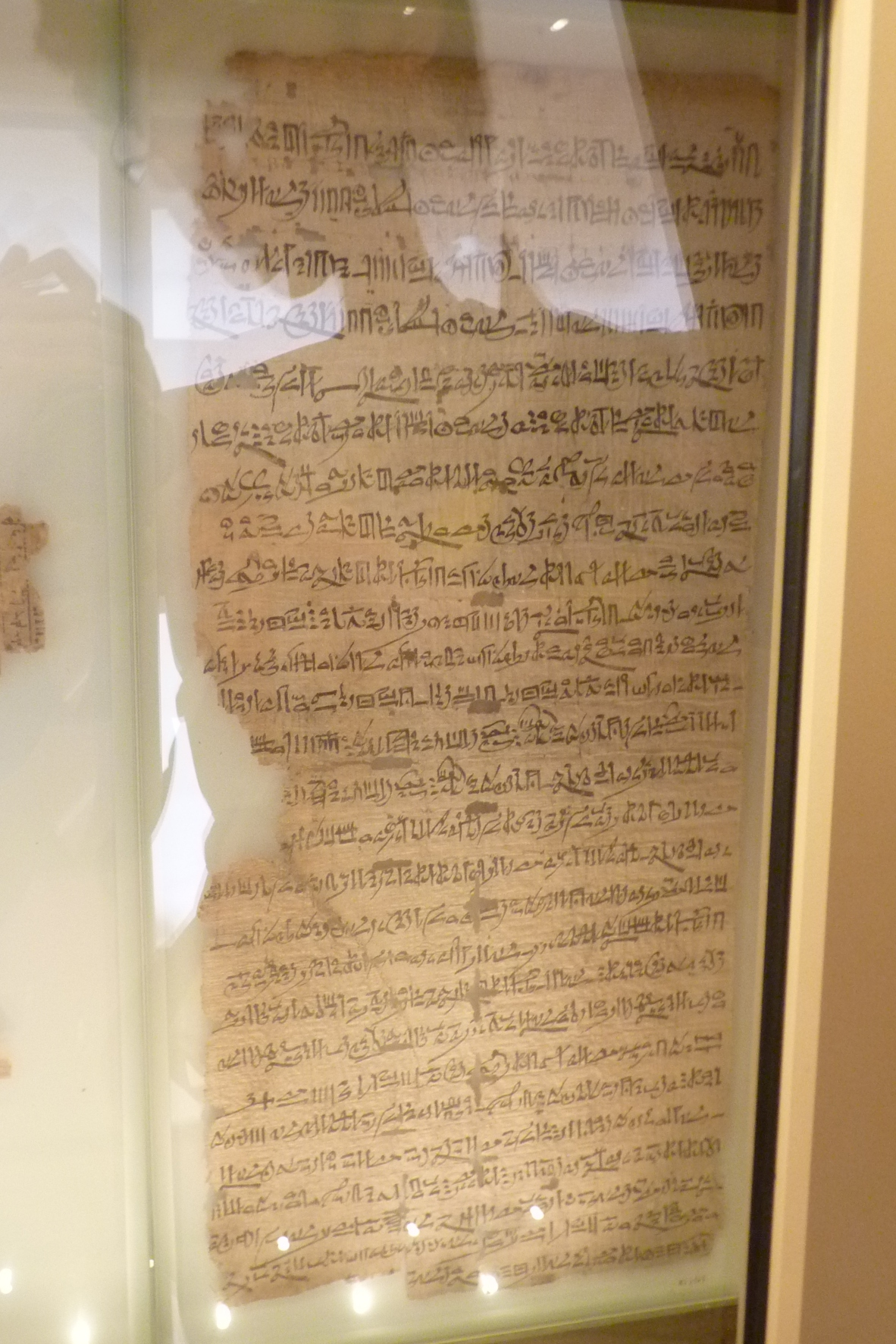
A Bologna 1086 papirusz, amelyben említik

Meriszahmet (mrỉỉ-sḫm.t; „Szahmet kedveltje”) ókori egyiptomi vezír volt a XIX. dinasztia idején, Merenptah uralkodása alatt.
Nevét a Bologna 1086 papirusz említi, amely Bakenamonnak, az áldozati asztal írnokának levele apjához, Ramoszéhoz, Thot memphiszi templomának papjához. A levél egy szíriai rabszolga, Nekedi hollétéről szól, Bakenamon apjától kérdezi, nála van-e a szolga, de nemleges választ kap. A levél, mely ma a Bolognai Régészeti Múzeumban látható, említi Meriszahmet nevét, valamint Merenptah 3. uralkodási évét (i. e. 1210 körül), így valószínű, hogy Meriszahmet ekkoriban töltötte be a vezíri pozíciót.

## Fordítás
- Ez a szócikk részben vagy egészben  a   Merysekhmet című angol Wikipédia-szócikk ezen változatának fordításán alapul.  Az eredeti cikk szerkesztőit annak laptörténete sorolja fel. Ez a jelzés csupán a megfogalmazás eredetét és a szerzői jogokat jelzi, nem szolgál a cikkben szereplő információk forrásmegjelöléseként.